# Tatsuya Murasa
Tatsuya Murasa (村佐達也 Murasa Tatsuya?), född 27 mars 2007, är en japansk simmare.

## Karriär
Vid olympiska sommarspelen 2024 i Paris var Murasa en del av Japans kapplag tillsammans med Katsuhiro Matsumoto, Hidenari Mano och Konosuke Yanagimoto som slutade på sjunde plats på 4×200 meter frisim. Vid kortbane-VM 2024 i Budapest slutade han på åttonde plats på 200 meter frisim samt var en del av Japans kapplag som slutade på åttonde plats på 4×200 meter frisim och på 11:e plats på 4×100 meter frisim.
Vid VM 2025 i Singapore tog Murasa brons på 200 meter frisim och noterade ett nytt japanskt rekord på tiden 1.44,54.